# Кота-Маруду
Кота-Маруду — містечко на півночі Сабагу в Малайзії, центр однойменного округу. Одне з трьох найбільших містечок у регіоні Кудат.

## Географія
Містечко лежить в низовині, в долині невеликих річок Бангау та Бонган, що стікають з хребта Крокета на півдні. Містечко часто підтоплюється через потужні дощі та незаконний видобуток деревини на схилах гір у басейні цих річок. На північ розташовано затоку Маруду. 
Через містечко проходить автомобільна дорога, яка з'єднує його з Пітасом на північному сході.

## Історія
Відоме як брунейське володіння з XVI століття. «Генеалогія правителів Брунею» повідомляє, що одній із принцес 8-й султан Брунею Саїф Ріджал надав у володіння 6 територій, в тому числі й поселення Маруда.
На початку XIX століття з містом пов'язана діяльність Сяріфа Османа. Це був місцевий лідер, який об'єднав під своєю владою поселення навколо затоки Маруду, досягнувши в 1830-ті роки відносної незалежності від султанатів Бруней та Сулу. Він побудував форт, який назвав Кота-Маруду (від малай. kota — форт). Місто стало центром торгівлі та державного утвору, що сприяло його розвитку
Усна традиція зберегла опис Сяріфа Османа як патріотичного антибританського лідера, втім досить жорсткого та суворого в покараннях власних підданих
У серпні 1845 року за рекомендацією Джеймса Брука, а також за іншими джерелами брунейського султана Омара Алі Саїфуддіна II британська ескадра під командою адмірала Томаса Кокрейна атакувала форт Кота-Маруду та знищила його захисників. З того моменту Кота-Маруду занепав
З часом поселення відновилося під назвою Бандау. Ця назва за однією з версій походить від дусунського слова «mondou», що означає міфічного бика. 1974 року містечко було перейменовано на Кота-Маруду на честь форту Сяріфа Османа.

## Економіка
Основне заняття населення — рибальство.
У туристичному путівнику початку XXI століття відмічалося як «містечко з двома готелями та декількома магазинами», а тому нецікаве для масового туриста.
У старій частині містечка Пекан-Бандау проводиться регулярний ринковий ярмарок, де селяни з навколишніх сіл продають свою продукцію.

## У мистецтві
Історія Кота-Маруду є прототипом місцевості «Маллуду», згаданої італійським письменником Еміліо Сальгарі в серії романів про Сандокана.